# 松代地震センター
松代地震センター（まつしろじしんセンター）は、松代群発地震を契機として、設置された地震研究施設。気象庁、文部科学省（防災科学技術研究所）および長野県など各関係省庁の研究機関の協議体として、1967年2月8日に設置された。

## 沿革
- 1966年11月29日 - 松代地震センターの設置を閣議決定。
- 1967年2月8日 - 業務開始。

センター創設経緯は、松代群発地震に見舞われた長野県および長野市が、広く地震に関する総合的な研究を行なう機関を地元に開設することを国に要望したことに始まる。現在は気象庁松代地震観測所と共同で、松代地震をはじめとする群発地震の資料収集・整理（データベース化を含む）・公表と、長野県内の被害地震の資料収集・整理、および、地震知識の啓蒙活動を行っている。また、松代地震センター長は気象庁松代地震観測所長が兼務する。

## 所在地
松代地震センターの所在地は、気象庁松代地震観測所と同じ、長野県長野市松代地区の松代大本営跡である。このため両者が混同されることがある。